# Helmut Kentler
Helmut Kentler (ur. 2 września 1928 w Kolonii, Republika Weimarska zm. 9 lipca 2008 w Hanowerze) – niemiecki psycholog, seksuolog i profesor pedagogiki socjalnej na uniwersytecie w Hanowerze. Autor koncepcji seksualności, w tym także dziecięcej, które to po jego śmierci znalazły się w ogniu krytyki, jako wybielające i lekceważące pedofilię.

## Wykształcenie i studia
Po maturze Helmut Kentler planował studiować teologię z zamiarem zostania pastorem. Jednak ojciec wymógł na nim ukończenia nauki zawodu technicznego, w związku z czym Kentler ukończył naukę ślusarstwa w fabryce lokomotyw Henschel w Kassel, a następnie dostał się na studia na kierunek elektrotechnika w RWTH Aachen (w Akwizgranie). Po śmierci ojca porzucił studia w Aachen. W latach 1953 i 1954 uczył się na tłumacza języka angielskiego i francuskiego. Później studiował psychologię, medycynę, pedagogikę i filozofię w Szwajcarii oraz Fryburgu Bryzgowijskim. Już w trakcie swoich studiów brał udział w wieloletnich badaniach nad pracującymi młodocianymi, które opisał w książce Jugendarbeit in der Industriewelt (Praca młodocianych w świecie przemysłowym), jaką opublikował w 1959 roku. W pierwszym wydaniu wspominał o swoim przywiązaniu do wiary chrześcijańskiej – jednakże nie pojawia się już ten wątek w późniejszych wydaniach. W 1960 roku kończy studia dyplomem z zakresu psychologii.

## Praca pedagogiczna dla Kościoła ewangelickiego, początek pracy naukowej
Po zakończeniu studiów kształcił małoletnich w ewangelickiej Akademii Arnoldshain. Następnie od 1962 do 1965 był pracownikiem naukowym i „pierwszym pedagogiem” w Studienzentrum Josefstal (ewangelicki ośrodek pracy młodocianych) w Neuhaus am Schliersee. Teoria emancypacyjnej pracy młodocianych, rozwinięta głównie przez niego, uczyniła go znanym w całych Niemczech. W następnym roku zostaje asystentem Klausa Mollenhauera w Wyższej Szkole Pedagogicznej w Berlinie. Następnie zaś obejmuje funkcję kierownika działu pedagogiki socjalnej i kształcenia dorosłych w pedagogicznym centrum w Berlinie, a w latach 1967 do 1974 pełni funkcję dyrektora działu. W roku 1975 uzyskał stopień doktora na uniwersytecie w Hanowerze pisząc rozprawę pt. Rodzice uczą się wychowania seksualnego. Ukazała się ona później drukiem i do lat 90. XX wieku osiągnęła zbiorczy nakład 30 tys. egzemplarzy. W 1976 powołano go na stanowisko wykładowcy dla studiujących pedagogikę specjalną i szkolnictwo zawodowe na uniwersytecie w Hanowerze, gdzie wykładał do swojej emerytury, na którą przeszedł w roku 1996.

## Działalność zawodowa
Kentler należał do zwolenników „emancypacyjnej” pracy młodocianych i należał do edukatorów seksualnych w latach 60. i 70. XX wieku. Dzięki swojej pracy biegłego sądowego w sprawach dotyczących seksualności dzieci i młodocianych, zdobył pewną rozpoznawalność w kręgach fachowych. Od 1979 do 1982 pełnił funkcję przewodniczącego Niemieckiego Stowarzyszenie Nauk Społecznych do Badań nad Seksem (Deutsche Gesellschaft für Sozialwissenschaftliche Sexualforschung), a później zaś był w radzie organizacji Humanistische Union, a także był członkiem Niemieckiego Towarzystwa Badań nad Seksualnością (Deutsche Gesellschaft für Sexualforschung).
Z pracy z młodocianymi i młodymi dorosłymi podczas swych studiów i pięciu lat pracy w kościelnych instytucjach wychowawczych powstała jego teoria emancypacyjnej pracy z młodocianymi (Theorie emanzipatorischer Jugendarbeit). Kentler akcentował znaczenie harmonijnej współpracy pedagogów o różnych kompetencjach w ramach pedagogiki grupowej i pracy zespołowej oraz wglądu w zależności psychosocjalne procesu nauki i emancypacji dla młodocianych oraz dorosłych. Było to w latach 60. nowością w kościelnych instytucjach wychowawczych. Poza pracą zawodową Kentler udzielał się jako doradca i nauczyciel w różnych instytucjach oraz inicjatywach pedagogicznych – m.in. od 1970 do 1974 roku był w radzie pedagogicznej wspólnoty mieszkaniowej pomagającej bezdomnym dzieciom, a także młodocianym przy ulicy Maxdorfer Steig. Organizacja ta finansowana była przez Senat Landu i miasta Berlin.
Podczas zamieszek studenckich w Berlinie Kentler był czasowo ekspertem psychologicznym przy przesłuchaniach policyjnych. Ruch wyzwolenia seksualnego studentów berlińskich w komunach i wspólnotach mieszkalnych ukształtował jego stanowisko popierające emancypacyjne wychowanie seksualne już w domu rodzicielskim. Wyrażone zostało w jego pracy doktorskiej z 1975 roku, które utorowało mu w dalszej jego pracy zawodowej drogę do statusu eksperta w sprawach wychowania seksualnego.
Pod koniec lat 60. Kentler umieścił w ramach eksperymentu wielu zaniedbywanych 13-15-latków, których ocenił jako wtórnie niedorozwiniętych umysłowo, pod opieką znanych sobie pedofilów, aby dzięki ich opiece dokonać ich resocjalizacji oraz pozwolić im na stanie się dojrzałymi ludźmi. Z uwagi na powiązane z tym eksperymentem czyny karalne opublikował informacje o nim dopiero kilkanaście lat później, po przedawnieniu się kar. Kentler spodziewał się po swoim eksperymencie, że dorośli pedofile pomogą młodocianym w osiągnięciu dojrzałości społecznej. To, że pedofile będą wedle wszelkiego prawdopodobieństwa zmuszać nieletnich do zabronionych zachowań seksualnych było dla Kentlera jasne. Skandal był publicznie dyskutowany w roku 2015. Grupa do spraw nieletnich z ramienia Senatu zleciła Teresie Nentwig z Uniwersytetu w Getyndze zbadanie tematu i ocenę odpowiedzialności władz.
Podczas przesłuchania przez Frakcję FDP w roku 1981 Kentler donosił: „Ci ludzie tylko przyjęli do siebie tych niepełnosprawnych umysłowo chłopców, ponieważ byli w nich zakochani i lubili ich”. W opinii biegłego dla komisji senatu ds. Rodziny, Kobiet i Młodzieży opisał on w roku 1988 wyniki eksperymentu jako „pełny sukces”. W tym czasie na skutek przedawnienia się Kentler nie musiał obawiać prawnych konsekwencji. Także podczas swojej działalności wykładowczej w Hanowerze utrzymywał kontakty z ofiarami eksperymentu, jak i pedofilami, a w opinii biegłego dla berlińskiego sądu rodzinnego w początku lat 90. zalecał pozostawienie wykorzystywanego młodocianego dalej u swego rodzica adopcyjnego – pedofila, którego opisywał jako „naturalny talent pedagogiczny”.
Kentler był kawalerem, homoseksualistą, miał trzech adoptowanych synów i jednego wychowanka.
Na początku lat 90. mieszkał w Gartenhofsiedlung w dzielnicy Marienwerder w Hanowerze, wcześniej mieszkał w Berlinie w „wielkim, przestronnym domu w starej zabudowie”.

## Poglądy

### Seksualność i społeczeństwo
Zgodnie z poglądami Kentlera, nie wystarcza aby rodzice nie przeciwstawiali się seksualnym potrzebom swoich dzieci, rodzice powinni naprowadzać swoje dzieci na ich seksualność, inaczej „ryzykują ich niedorozwój seksualny i zostanie kalekami seksualnymi”. Na rodzicach leży tutaj szczególna odpowiedzialność: „Dla rodziców musi być jasnym, że duże zaufanie między dziećmi a rodzicami nie może być utrzymane, jeśli rodzice będą zabraniać dzieciom spełnienia tak naglących i palących potrzeb jakimi są potrzeby seksualne”. Wczesne doświadczenia stosunków seksualnych są potrzebne, bo młodociani z doświadczeniem w tym zakresie „domagają się własnego świata nastolatków i częściej odrzucają normy świata dorosłych”.
Kentlerowi szczególnie zależało na zmniejszeniu – jak to określa – „represji seksualnych” w stosunku do dziewcząt:
„Często represyjne wychowanie było u nich tak skuteczne, że nie odczuwają popędu seksualnego w ogóle. Seksualnie otwarty chłopak nazywa taką dziewczynę „nienowoczesną” lub „skrępowaną” – i ma tu dużo racji”.
Wychodząc z przeświadczenia, że dzieci już przed dojrzewaniem mogą mieć potrzeby seksualne, Kentler odgraniczał wyraźnie zaspokajanie tych seksualnych potrzeb dzieci z rówieśnikami lub dorosłymi, od wykorzystywania seksualnego. Twierdził, że:
„seksualnie zaspokojone dzieci, które szczególnie w zakresie pytań seksualnych mają zaufanie do swoich rodziców, są najlepiej zabezpieczone przed uwiedzeniem seksualnym i seksualnymi napaściami”.
Kentler ostrzegał rodziców przed zbytnią obawą przed niedobrowolnymi kontaktami dzieci z dorosłymi: „najmniej rozważne byłoby w takim wypadku wpadanie w panikę i informowanie od razu policji”. Twierdził, że jeśli dorosły był przy takim kontakcie seksualnym czuły i wyrozumiały, dziecko mogło nawet z takiego kontaktu czerpać przyjemność.
Kentler nie widział problemu w wolnych od dyskryminacji i odbywających się na równych prawach związkach seksualnych między dorosłym a dzieckiem: „gdyby takie związki nie były dyskryminowane przez otoczenie, przynosiłyby one pozytywne skutki w rozwoju osobowości, tym bardziej im starszy czuje się odpowiedzialny za młodszego” pisał w 1974 roku we wstępie do broszury Zeig mal! (Pokaż no!).

### Działalność jako biegły sądowy
Kentler brał udział – jako biegły sądowy – w prawie 30 procesach o molestowanie seksualne. Pisał o nich: „Jestem bardzo dumny, że do tej pory wszystkie przypadki, przy których pracowałem jako biegły, zakończyły się umorzeniem postępowania lub orzeczeniem o niewinności.”
Kentlera nie niepokoiła seksualna aktywność dorosłych względem dzieci, jedynie ewentualnie zastosowana przy tym przemoc. Taka sytuacja nie była jednak według niego typowa, bowiem prawdziwi pedofile nie stosowaliby przemocy, wręcz odwrotnie „są bardzo wrażliwi na krzywdę dzieci”. W roku 1999 zapowiedział publikację książki pt. Eltern unter Verdacht – Vom Missbrauch des sexuellen Missbrauchs (Podejrzani Rodzice – o wykorzystaniu seksualnego wykorzystania) w której twierdził: „blisko 35 procesach przeciwko niewinnym, w których brałem udział jako biegły” – jednak książka nie została nigdy opublikowana. W tym samym roku wyjaśniał: „Moje doświadczenie potwierdza, że związki pedofilskie mogą bardzo pozytywnie wpływać na rozwój osobowości chłopca, zwłaszcza jeśli pedofil jest prawdziwym mentorem dla chłopca”.

## Społeczna percepcja teorii Kentlera
Kentler nie ukrył swoich eksperymentów z oddawaniem młodocianych znajomym pederastom pod opiekę, donosił o tym w swojej książce Leihväter (Ojcowie do wynajęcia) z 1989 roku. Kiedy w 1993 roku czasopismo Emma o tym doniosło, Kentler został podczas jednego ze spotkań zakrzyczany przez feministyczne aktywistki i został uderzony pięścią w twarz przez jednego ze słuchaczy.
Jan Feddersen uczcił Kentlera w nekrologu w Tageszeitung z 12 lipca 2008 jako „zasłużonego bojownika o przyzwalającą moralność seksualną”. Podobnie wypowiadały się źródła ewangelicko-kościelne. Instytucja Studienzentrum fuer Evangelische Jugendarbeit wskazywała w nekrologu na kontrowersyjne tezy Kentlera, uczciła jednak jego wpływ na „strukturę instytucji i profesjonalną socjalizację” i próby uczynienia homoseksualistów częścią społeczności Kościoła. Podczas gdy grupa robocza ewangelickiej młodzieży po wniosku synodalnym usunęła nekrolog, Studienzentrum broniło Kentlera, nie odnosząc się do zarzutów we wniosku o braku ochrony dzieci przed wykorzystywaniem seksualnym ze strony Kentlera. Co więcej Kentler „wywarł trwały wpływ na koncepcję i rozwój studiów w Josefstal”.
Pozytywnie ocenia osobę i dzieła Kentlera organizacja Humanistische Union. W ich nekrologu można przeczytać:
„Zgasła latarnia morska naszej rady. Helmut Kentler jak nikt inny, ucieleśniał humanistyczną misję edukacji seksualnej, będąc przy tym wzorem dla publicznej edukacji. (...) Scalał w sobie w rzadki sposób, cechy kompetencji, autentyczności i bliskości, czym zadziwiał swych czytelników i słuchaczy. Jako że budził jednocześnie sympatię, tak wielu mu ufało”.
Ursula Enders, założycielka związku pomocy ofiarom Zartbitter skrytykowała Kentlera jako człowieka o poglądach przyjaznych pedofilom. Stephan Hebel ocenił w artykule we Frankfurter Rundschau z marca 2010 roku zawarte we wstępie do broszury Zeig mal! z 1974 roku tezy Kentlera jako „otwarte nawoływanie do pedofilii”; podobnie oceniła to Alice Schwarzer w czasopiśmie „Emma”. Spośród autorów ewangelickich Andreas Späth i Menno Aden ostro zaatakowali Kentlera w swojej książce pt. Die missbrauchte Republik – Aufklärung über die Aufklärer (Wykorzystana republika – analiza edukatora). Z uwagi na artykuł Ursuli Ender w „Emmie” udało się „w ostatniej chwili” uniemożliwić otrzymanie przez Kentlera nagrody Magnusa-Hirschfelda (nagroda za zasługi dla równouprawnienia osób LGBT) w roku 1997. Miał otrzymać tę nagrodę (przydzielaną w roku 1997 po raz pierwszy) za swoje zaangażowanie w działalność ekumenicznej grupy roboczej Homoseksualiści i Kościół.
W październiku 2013 w tygodniku Die Zeit działalność i poglądy Kentlera ostro skrytykował Adam Sobczyński. To, że „pozytywnie nastawiony do pedofilii naukowiec” mógł pod koniec lat 60. publikować w „Die Zeit” Sobczynski tłumaczył „brakiem wrażliwości i bezkrytycznym łączeniem ruchu antyfaszystowskiego z ruchem wyzwolenia seksualnego”.
Georg Diez skrytykował tekst Sobczynskiego w swojej kolumnie na stronie Spiegel online. Sobczynski, według Dieza nie brał Kentlera poważnie i zanalizował go pobieżnie, jego tekst stoi w jednym szeregu z innymi tekstami opętańczo rozliczającymi się z ruchem roku 1968 oraz stawia nie poparte argumentami i dowodami tezy, że ruch wyzwolenia seksualnego był legitymizowany pod płaszczem projektu antyfaszystowskiego.
W roku 2013 politolog Franz Walter z Instytutu Badania Demokracji z Getyndze (Göttinger Institut für Demokratieforschung), który wcześniej badał nastawienie ruchu Zielonych i FDP do pedofilii, przyporządkował Kentlerowi wiodącą rolę w niemieckiej sieci aktywistów pedofilskich.

## Dochodzenia przeciwko Kentlerowi
W 2015 roku senat landu i miasta Berlin, na skutek nacisków opinii publicznej, zamówił analizę u Teresy Nentwig z Instytutu Badania Demokracji z Getyndze, mającą zbadać zaangażowanie i wsparcie Jugendamtów dla pedofilskiego eksperymentu Kentlera pod koniec lat 60. w Berlinie. W jej konkluzji Sandra Scheeres (senator do spraw edukacji, młodzieży i nauki) nazwała eksperyment Kentlera „przestępstwem z udziałem państwa”.
Ofiary eksperymentu, jakie w roku 2017 zwróciły się do Sandry Scheeres, która była z ramienia senatu odpowiedzialna za postępowanie, czuły się rozczarowane małym wsparciem w ich sprawie. W latach 2017–2018 zlecono Teresie Nentwig także zbadanie działalności Kentlera w Dolnej Saksonii. Kentler również w Hanowerze interesował się problematyką młodzieży „trudnej”, nawiązał kontakt z Jugendamtem i miał prowadzić od strony naukowej pierwszą adopcję przez parę lesbijską, co jednak nie doszło do skutku, bo para z osobistych powodów zrezygnowała z procesu adopcyjnego. Według Nentwig, otwarte pozostaje pytanie czy Kentler sam miał kontakty seksualne z młodocianymi, swymi adoptowanymi synami, czy też z uczniami którym udzielał korepetycji.
W styczniu 2018 roku Uniwersytet Leibnitza w Hanowerze poinformował, że zlecił dalsze badania w sprawie Kentlera. „Jestem zszokowany, że w jego czasach zarówno władza sądownicza, jak i wykonawcza dała się tak omotać” powiedział rektor Volker Epping podczas inauguracji nowego roku akademickiego. „irytuje mnie również kompletnie milczenie kręgów fachowych w sprawie działań Kentlera”. Dopiero po zakończeniu projektu dolnosaksońskiego ministerstwa nauki i kultury „rola seksuologów w dyskusji na temat pedofilii – na przykładzie Helmuta Kentlera” uświadomił sobie uniwersytet w Hanowerze (9 lat po śmierci Kentlera) wagę i rozmiar sprawy. Celem dalszego dochodzenia ma być dokładne ustalenie okoliczności doktoratu, drogi akademickiej i działalności Kentlera aż do jego emerytury. Zbadane ma być zachowanie uniwersytetu, wydziału i kierunku w stosunku do Kentlera. Aby badanie było bezstronne miało być powierzone osobom niezależnym i nie pracującym na Uniwersytecie w Hanowerze.
W czerwcu 2020 roku zostały zaprezentowany w Berlinie wnioski z badania Działalności Helmuta Kentlera w berlińskich placówkach pomocy dzieciom i młodzieży. Przy tej okazji senator do spraw kształcenia Sandra Scheeres zaproponowała odszkodowanie ofiarom wykorzystywania przez Land Berlin.